# Radio Salami
Radio Salami  is het dertiende album uit de Belgische stripreeks De avonturen van Urbanus en verscheen in 1987. Het werd getekend door Willy Linthout en bedacht door Urbanus zelf.

## Verhaal
Omdat hun liedjes niet meer gespeeld worden op de radio besluiten Eddy Wally en Urbanus om zelf een zender te beginnen. Dankzij de steun van de middenstand heeft de radio meteen succes, maar dan ontstaat er ruzie tussen Wally en Urbanus over wat er op de radio wordt uitgezonden.  